# Muirileguatia borbonica
Muirileguatia borbonica är en insektsart som beskrevs av Williams 1976. Muirileguatia borbonica ingår i släktet Muirileguatia och familjen Derbidae. Inga underarter finns listade i Catalogue of Life.